# Mariana Torquato
Mariana Torquato (Florianópolis, 29 de março de 1992) é uma palestrante, criadora de conteúdo, influenciadora digital com deficiência e ativista brasileira.
É uma das figuras brasileiras mais notáveis do movimento das pessoas com deficiência no Brasil.

## Biografia
Natural de Florianópolis, Mariana nasceu sem um dos braços por uma provável má formação causada pelo medicamento talidomida, cujo uso a mulheres grávidas foi proibido no Brasil em 1997.
Em 2010, iniciou graduação em administração de empresas pela Universidade Federal de Santa Catarina, instituição na qual se formou em 2012. Em seguida, iniciou graduação em Ciência e Tecnologia de Alimentos pela mesma instituição.
Segundo Mariana, a pouca aparição de pessoas com deficiência a levou a começar a produzir conteúdo na internet. Seu canal no YouTube, "Vai uma Mãozinha Aí?", estreou em 2016 e se tornou, em poucos anos, um dos maiores canais brasileiros produzidos por uma pessoa com deficiência.

## Controvérsias
Mariana Torquato recebeu críticas de pessoas com deficiência por ser embaixadora do programa Teleton, exibido pela emissora SBT.